# Papa Ilario
Papa Ilario o Ilaro (Sardegna, 399 – Roma, 29 febbraio 468) è stato il 46º vescovo di Roma e papa della Chiesa cattolica, che lo venera come santo. Fu papa dal 461 fino alla sua morte.

## Biografia

### Prima di diventare papa
Nato in Sardegna, nel 449 Ilario fu inviato insieme a Giulio, vescovo di Puteoli, come legato di Leone I al Secondo concilio di Efeso (Latrocinium Ephesinum). Qui si batté vigorosamente per i diritti della sede romana e si oppose alla condanna di Flaviano di Costantinopoli. Per questo motivo fu oggetto della violenza di Dioscoro di Alessandria, e si salvò a mala pena. In una delle sue lettere all'imperatrice Pulcheria, rinvenuta in una raccolta di lettere di Leone I (Leonis I Epistolae, num. XLVI., in P.L., LIV, 837 sq.), Ilario si scusava per non averle consegnato la lettera del papa dopo il sinodo, ma, a causa di Dioscoro, che tentava di impedirgli di andare a Roma o a Costantinopoli, aveva avuto grandi difficoltà nell'organizzare la sua fuga e per portare al pontefice le notizie del risultato del concilio.

### La politica gallica e spagnola
Secondo il Liber pontificalis, dopo la morte di papa Leone I, un arcidiacono chiamato Ilario, sardo di nascita, fu scelto per la successione. Con ogni probabilità egli fu consacrato il 19 novembre 461. Il suo pontificato fu marcato dalla stessa politica vigorosa del suo grande predecessore. Specialmente gli affari della Chiesa in Gallia e Spagna richiesero la sua attenzione: a causa della disorganizzazione politica dei due paesi, per salvaguardare la gerarchia, era importante fortificare il governo della Chiesa. Hermes, un ex arcidiacono di Narbonne aveva acquisito illegalmente la diocesi di quella città.
Furono allora inviati a Roma due prelati gallici per sottoporre al papa questo ed altri problemi della Chiesa di Gallia. Il 19 novembre 462 fu quindi convocato un sinodo romano che giudicò questi problemi. Ilario rese note le sue decisioni tramite un'enciclica inviata ai vescovi provinciali di Vienne, Lione, Narbonne e delle Alpi Marittime: Hermes doveva rimanere vescovo titolare di Narbonne, ma i suoi privilegi episcopali gli furono tolti. Il vescovo di Arles doveva convocare un sinodo all'anno a cui avrebbero dovuto partecipare tutti i vescovi provinciali che ne fossero stati in grado, tuttavia, le questioni importanti avrebbero dovuto essere sottoposte alla Santa Sede.
Nessun vescovo avrebbe potuto lasciare la sua diocesi senza un permesso scritto del metropolitano; in caso tale permesso fosse negato, questi avrebbe potuto sottoporre l'appello al vescovo di Arles. Riguardo alle parrocchie (paroeciae) rivendicate da Leonzio di Arles come appartenenti alla sua giurisdizione, i vescovi di Gallia avrebbero potuto decidere dopo un'apposita investigazione. Le proprietà della chiesa non potevano essere alienate finché un sinodo non avesse esaminato le cause della vendita. Poco tempo dopo, papa Ilario si trovò coinvolto in un'altra disputa diocesana. Nel 463, Mamerto di Vienne aveva consacrato un vescovo per la diocesi di Die, anche se questa Chiesa, in virtù di un decreto di Leone I, apparteneva alla provincia metropolitana di Arles.
Quando Ilario ne venne a conoscenza, incaricò Leonzio di Arles di convocare un grande sinodo dei vescovi di molte province per investigare la questione. Il sinodo si tenne e, in base al rapporto sottopostogli dal vescovo Antonio, il 25 febbraio 464 produsse un editto (Epist., X., a Mamerto di Vienne) che incaricava il vescovo Verano di ammonire Mamerto affinché nel futuro si fosse astenuto da ordinazioni irregolari, altrimenti i suoi privilegi sarebbero stati sospesi. Di conseguenza, la consacrazione del vescovo di Die doveva essere sanzionata da Leonzio di Arles. In questo modo i privilegi primaziali della sede di Arles furono ripristinati secondo quanto stabilito da Leone I. Allo stesso tempo i vescovi furono avvisati di non travalicare i loro confini, e di convocare un sinodo annuale presieduto dal vescovo di Arles. Anche i diritti metropolitani della sede di Embrun sulle diocesi delle Alpi Marittime furono tutelati dagli abusi di un certo vescovo Ausanio, particolarmente legato alle due Chiese di Nizza e Cimiez.
In Spagna, Silvano, vescovo di Calahorra, aveva, con le sue ordinazioni episcopali, violato le leggi della Chiesa. Sia il metropolitano Ascanio che i vescovi della Provincia di Tarragona, si lamentarono di questi avvenimenti presso il papa e ne chiesero il giudizio. Prima ancora che giungesse una risposta alla loro petizione, gli stessi vescovi fecero ricorso alla Santa Sede per una questione completamente diversa. Prima della sua morte Nundinario, vescovo di Barcellona, espresse il desiderio che fosse scelto come suo successore Ireneo, anche se egli stesso lo aveva fatto vescovo di un'altra sede. La richiesta fu accordata, un Sinodo di Tarragona confermò la nomina di Ireneo, quindi i vescovi chiesero l'approvazione del papa. Il sinodo romano del 19 novembre 465, il più antico sinodo romano i cui archivi originali siano giunti fino a noi e che fu tenuto nella basilica di Santa Maria Maggiore, decise sul problema.
Dopo un'allocuzione del papa e la lettura delle lettere dalla Spagna, il sinodo decise che le leggi della Chiesa non dovevano essere derogate. Oltre a questo, Ilario inviò due lettere (Epist., XIII-XVII) ai vescovi di Tarragona, in cui dichiarava che nessuna consacrazione sarebbe stata valida senza la sanzione del metropolita Ascanio. Inoltre, a nessun vescovo fu permesso il trasferimento da una diocesi all'altra, così per Barcellona dovette essere scelto un altro al posto di Ireneo. I vescovi consacrati da Silvano sarebbero stati riconosciuti se fossero stati nominati in sedi vacanti, e parimenti avessero soddisfatto i requisiti della Chiesa. Il Liber Pontificalis ricorda un'Enciclica che Ilario spedì ad oriente, per confermare i Concili Ecumenici di Nicea, Efeso, e Calcedonia e la lettera dogmatica di Leone I a Flaviano, ma le fonti note non forniscono ulteriori informazioni.

### Politica interna
A Roma, Ilario lavorò con zelo per l'integrità della fede cattolica. Nel 466, l'imperatore Antemio aveva un favorito chiamato Filoteo, che frequentava riunioni di una setta eretica. Durante una delle visite dell'imperatore a San Pietro, il papa lo chiamò di fronte a tutti per rendere conto della condotta del suo favorito, esortandolo a promettere che avrebbe fatto tutto ciò che era in suo potere per tenere sotto controllo l'eresia.
Ilario fece erigere a Roma molte chiese ed altri edifici. A lui si devono due oratori nel battistero del Laterano, uno in onore di Giovanni Battista, l'altro di Giovanni apostolo. Dopo la sua fuga dal "Latrocinio di Efeso", Ilario si era nascosto nella cripta di San Giovanni Apostolo, ed egli attribuì la sua liberazione all'intercessione dell'Apostolo stesso. Sulle antiche porte dell'oratorio può essere ancora letta questa iscrizione:
Fece erigere anche una cappella in onore della Santa Croce nel battistero, un convento, due bagni pubblici, e biblioteche vicino alla Basilica di San Lorenzo fuori le mura. Fece costruire anche un altro convento all'interno delle mura urbane. Il Liber Pontificalis menziona molte offerte votive fatte da Ilario nelle varie chiese. La magnificenza e munificenza adottata nella sua attività edilizia produsse diversi giudizi negativi nei confronti di Ilario. Non fu tanto l'edificazione o il restauro dei numerosi edifici sacri, o le opere ornamentali realizzate per l'abbellimento e la decorazione di tanti luoghi di culto e proprietà della Chiesa, a generare dubbi e critiche, quanto piuttosto l'opulenza delle opere e degli arredi acquisiti o fatti realizzare.
Ritenuta eccessiva per la profusione di ori e altri materiali preziosi dappertutto impiegati con l'abbondanza di un mecenate rinascimentale e anche inopportuna perché, come osserva il Gregorovius, "mentre Roma precipitava nella miseria e moriva, le chiese si coprivano di pietre preziose e le basiliche traboccavano di tesori favolosi, davanti agli occhi di un popolo che si era dissanguato nel tentativo di armare un esercito e una flotta contro i Vandali.". Tuttavia si tratta di giudizi eccessivamente affrettati poiché in quel periodo nella Chiesa confluiva una fonte inesauribile di ricchezze e si poteva oltretutto fare affidamento su una rilevante quantità di beni immobili, pertanto un reale pericolo di abbandono del popolo e dei problemi militari da parte di essa non sussisteva.

### Morte e sepoltura
Morì il 29 febbraio 468, dopo un pontificato di sei anni, tre mesi, e dieci giorni. Fu sepolto nella chiesa di San Lorenzo fuori le mura. Alcune reliquie del santo sono conservate all’interno della Basilica della Santissima Vergine Del Carmelo a Mesagne.

## Culto
La sua memoria liturgica ricorre il 29 febbraio, anticipata al 28 febbraio negli anni non bisestili.
Dal Martirologio romano: